# Rideau Cottage
Vous lisez un « bon article » labellisé en 2018.
Pour les articles homonymes, voir Rideau (homonymie).
Rideau Cottage, surnommé le « bungalow Rideau », est une résidence historique située dans le domaine de Rideau Hall, à Ottawa, au Canada. La maison, de style néo-géorgien, de deux étages et de vingt-deux pièces, a été construite selon les plans de l'architecte Frederick Preston Rubidge en 1867 et agrandie quelques années plus tard par l'architecte Thomas Seaton Scott. Elle appartient à la Couronne canadienne et a traditionnellement été habitée par des personnes associées au gouverneur général du Canada, généralement son secrétaire particulier. Elle a été classée édifice fédéral du patrimoine en 1986 par le Bureau d'examen des édifices fédéraux du patrimoine.
Elle est occupée par le premier ministre du Canada Justin Trudeau et sa famille de 2016 à 2025, puis par son successeur, Mark Carney, depuis 2025.

## Localisation

Localisation de Rideau Hall et de Rideau Cottage dans le domaine de Rideau Hall.

Rideau Cottage est située à l'arrière du domaine de 35 ha de Rideau Hall, dans un endroit boisé derrière les jardins. Il est visible depuis les bâtiments de services et de Rideau Hall, mais ne l'est pas de la voie publique.

## Histoire
Rideau Cottage est construit par Stewart Taylor and Co., selon les plans de l'architecte Frederick Preston Rubidge ; le chantier commence en 1866 et se termine l'année suivante. Le coût de la construction s'est élevé à 5 000 $CA. Bien qu'il ait été prévu dans les premiers temps pour servir de résidence au secrétaire du gouverneur général, le cottage est aussi utilisé par la suite comme résidence officielle pour les dignitaires en visite.
Le premier agrandissement de Rideau Cottage a lieu en 1872 avec l'ajout d'un second étage et d'une véranda selon les plans de Thomas Seaton Scott, architecte en chef de Travaux publics Canada. En 1905, une annexe est ajoutée à l'arrière, principalement pour agrandir la cuisine. En 1933, une aile de deux étages est ajoutée au côté nord dans le but d'agrandir la salle à manger. Un porche grillagé et un garage contigu sont ajoutés par la suite. En 1954-1955 la véranda est remplacée par un porche d'inspiration classique.

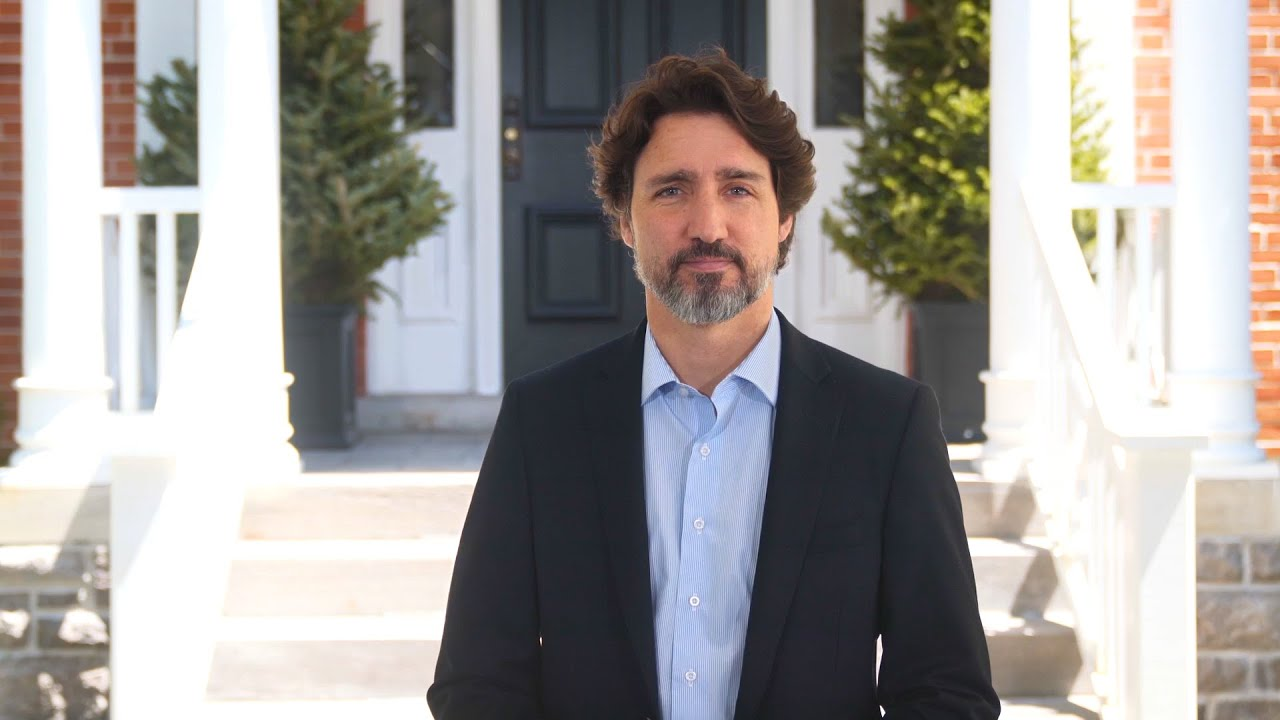
Justin Trudeau devant Rideau Cottage en 2020.

À son arrivée au Canada en 1883, le nouveau gouverneur général, le marquis de Lansdowne, réside à Rideau Cottage en attendant que Rideau Hall soit libéré par le gouverneur général sortant, le marquis de Lorne. Lionel Massey et son épouse Lilias (en) y résident également, alors que Vincent Massey, le père de Lionel, est gouverneur général ; c'est aussi le cas de Georges Vanier, en tant qu'aide de camp du gouverneur général, le vicomte Byng de Vimy, et de Barbara Uteck, secrétaire privée du gouverneur général de 2000 à 2006, et de son mari, Graham Fraser. Le successeur d'Uteck, Stephen Wallace, demeure jusqu'au week-end du 24 et 25 octobre 2015 à Rideau Cottage, qu'il quitte pour permettre au premier ministre, Justin Trudeau, et à sa famille de vivre dans la maison pendant que la résidence officielle du premier ministre du Canada, le 24, promenade Sussex, bénéficie d'une importante campagne de rénovation en raison de son état de dégradation avancé,.
Rideau Cottage a été reconnue édifice fédéral du patrimoine le 3 octobre 1986 par le Bureau d'examen des édifices fédéraux du patrimoine.

## Architecture
Rideau Cottage est un édifice néo-georgien de vingt-deux pièces disposées sur deux étages. Il a un toit en croupe et comporte une aile en baie du côté nord-est. La façade est symétrique avec des lignes simples. Il possède un porche d'inspiration classique et des fenêtres à guillotine disposées de manière symétrique ; des cheminées en briques percent le toit. Le plan intérieur est symétrique. La superficie est de 932 m2.
À l'origine, la structure compte quatorze chambres sur un seul étage, un toit en demi-croupe et une véranda sur trois côtés. Son style correspond alors à une interprétation tardive de la villa respectant l'esthétique pittoresque. Lors de l'agrandissement de 1872, un second étage est ajouté. Ce nouvel étage comporte un balcon, donnant à l'édifice un style plus proche d'une maison victorienne que d'un pavillon pittoresque. Au cours de cette rénovation, la brique extérieure du premier étage est recouverte de stuc peint pour ressembler à la brique du second. Lorsque la véranda est, plus tard, enlevée, le stuc reste. Les rénovations successives du XXe siècle ont pour effet de donner à l'édifice un style néo-georgien, souvent retenu pour moderniser les maisons victoriennes. Entre 1999 et 2000, l'édifice subit d'importantes rénovations au sous-sol, au toit et aux finitions intérieures ; les systèmes mécaniques et électriques sont améliorés. À l'extérieur, le stuc est enlevé et chaque brique et joint sont teints individuellement pour donner un aspect uniforme. Le coût des travaux s'élève à 408 000 $CA. Rideau Cottage a été rénovée à nouveau en 2013.